# USS Barb (SSN-804)
El USS Barb (SSN-804) será el tercer submarino nuclear de ataque de la clase Virginia Bloque V de la Armada de los Estados Unidos.

## Construcción
Fue ordenado el 2 de diciembre de 2019 a General Dynamics Electric Boat de Groton, Connecticut.
Su nombre, USS Barb, fue anunciado el 13 de octubre de 2020 por el secretario de la Armada Kenneth J. Braithwaite. Será el tercer buque en llevar este nombre. El primero fue el SS-220 y el segundo el SSN-596.